# Karmsund
Der Karmsund ist eine Meeresstraße zwischen der Insel Karmøy und dem norwegischen Festland bei Haugesund. Seit 1955 führt die Karmsundbrücke über den Sund.
Die Wasserstraße entlang der Insel Karmøy von Skudeneshavn im Süden bis zum Karmsund trägt auch den Namen Nordvegen (Nordweg), weil sie in alter Zeit die einzige Verbindung entlang der Küste war. Von ihr erhielt das Land Norwegen seinen Namen.

## Geschichte
In der Wikingerzeit erhielt der Karmsund als einzige Durchfahrtsstelle bei Haugesund eine Schlüsselposition für die Region. Der dortige Häuptling auf Avaldsnes saß an einem Knotenpunkt mit großem Hinterland und konnte den gesamten Handel zwischen Süd und Nord kontrollieren. Der Karmsund wurde zur Keimzelle für die Macht Harald Hårfagres. Entlang des Karmsundes befinden sich eine Reihe archäologischer Stätten, die Einblick in diese Vergangenheit geben.

## Wirtschaft
Der Karmsund ist auch heute noch eine bedeutende Wasserstraße, da das Meer westlich von Karmøy als schwer befahrbar gilt. Ihm entlang reihen sich Industrieunternehmen, Reedereien und Häfen für Fischerei und Industrie. Hier stehen auch die drei größten Stromleitungsmasten Norwegens mit einer Höhe von 143,5 Meter.
Karmsund ist auch der Name einer lokalen Zeitung.